# Dimorphandra wilsonii
Dimorphandra wilsonii é uma espécie vegetal da família Fabaceae.
Nome populares: faveiro-de-wilson; faveira-da-mata.

## Descrição morfológica
É uma espécie com o hábito arbóreo podendo chegar até 17 metros de altura, e cerca de 1,12m de diâmetro.
Folhas: Possui folhas grandes, bipinadas, com pinas opostas ou subopostas (5 a 15 pares de pinas), apresenta folíolos elípticos densamente pilosos em ambas as faces quando jovens, sua base é arredondada e o teu ápice obtuso ou atenuado. Apresentam também  uma nervura primária imersa na face axial e proeminente e densamente pilosa na abaxial.
Flores: Suas flores são hermafroditas - amarelas e pequenas, possui um cálice urceolado; corola com 5 pétalas espatuladas bem evidente. Os estames 5 são epipétalos e glabros; as anteras são rimosas, introrsas, e um ápice dilatado. O ovário é fusiforme, anguloso e glabro. O estilete é bem espesso, mas em geral recurvado; estigma é do tipo punctiforme.
Suas flores possuem um leve odor de peixe (Fernandes, especialista da espécie).
De modo geral, a Dimorphandra wilsonii possui inflorescência composta por até 20 cachos com até 15 espigas densas, e cada espiga apresenta 80-100 flores.
Fruto: É um legume plano medindo cerca 15 à 25cm de comprimento, liso, espesso e rígido, sendo sua casca externa na cor marrom escuro. Internamente apresenta uma polpa alva
Semente: A semente possui o formato elíptico a reniforme, sendo o ápice oblonga e algumas vezes levemente recurvada, medindo cerca de 17,9 mm; e uma largura média de 6,7 mm. A testa da semente é do tipo córnea com superfície lisa e brilhante, de coloração marrom a avermelhada.

## Ecologia da espécie
Fenologia: Apresenta um ciclo fenológico anual com a queda de folhas ocorrendo em quase todos os meses do ano, sendo bem mais evidente no início da estação seca, de maio à setembro ou nos mês de outubro, e com a chegada das chuvas a espécie inicia a rebrota (novembro) onde-se já observa as folhas jovens e, a partir de dezembro, folhas maduras. Os botões florais surgem de novembro a fevereiro, e as flores maduras de dezembro a fevereiro, com o pico de floração em janeiro. Sua frutificação inicia-se por volta de fevereiro e se estende por 6 a 8 meses até a maturação dos frutos. A queda dos frutos maduros se dá entre agosto e novembro.

## Domínios e estados de ocorrência
É uma espécie arbórea criticamente ameaçada de extinção, endêmica do Estado de Minas Gerais, no Sudeste do Brasil Brasil.
O seu habitat natural são as áreas de transição do Cerrado para a Mata Atlântica, em alguns municípios próximos à cidade de Belo Horizonte, capital Estado de Minas Gerais.

## Ameaças a espécie
A espécie encontra-se ameaçada pela destruição de habitat (perda de habitat). Sua população é fragmentada e reduzida, com apenas 246 indivíduos adultos, a espécie requer ações de conservação para a sua sobrevivência. O Jardim Botânico de Belo Horizonte (FZB-BH) coordena desde 2003 um esforço multi-disciplinar voltado para o estudo e a conservação da espécie, que inclui a procura por novos indivíduos e populações da espécie. Através deste projeto já foram estudados a genética, a fenologia, o cultivo e a fisiologia da espécie, mas outros estudos precisam ser feitos. É necessário, sobretudo, investir na preservação das populações existentes, na reintrodução de espécie e na restauração do habitat. Para viabilizar estas ações, o Jardim Botânico e a Sociedade de Amigos da Fundação Zoo-Botânica procuram por patrocinadores.